# Fort Worth Star-Telegram
Le Fort Worth Star-Telegram est un quotidien américain diffusé à Fort Worth et dans le nord-ouest du Texas (Dallas Fort Worth Metroplex). Il est concurrencé par The Dallas Morning News, publié dans la partie est du Metroplex. Il appartient à The McClatchy Company.

## Histoire
En 1974, Capital Cities achète plusieurs médias de Fort Worth au Texas : le Fort Worth Star-Telegram, WBAP-AM et KSCS-FM après la validation par une commission du Comté de Tarrant le 6 janvier 1974.